# 안드리안

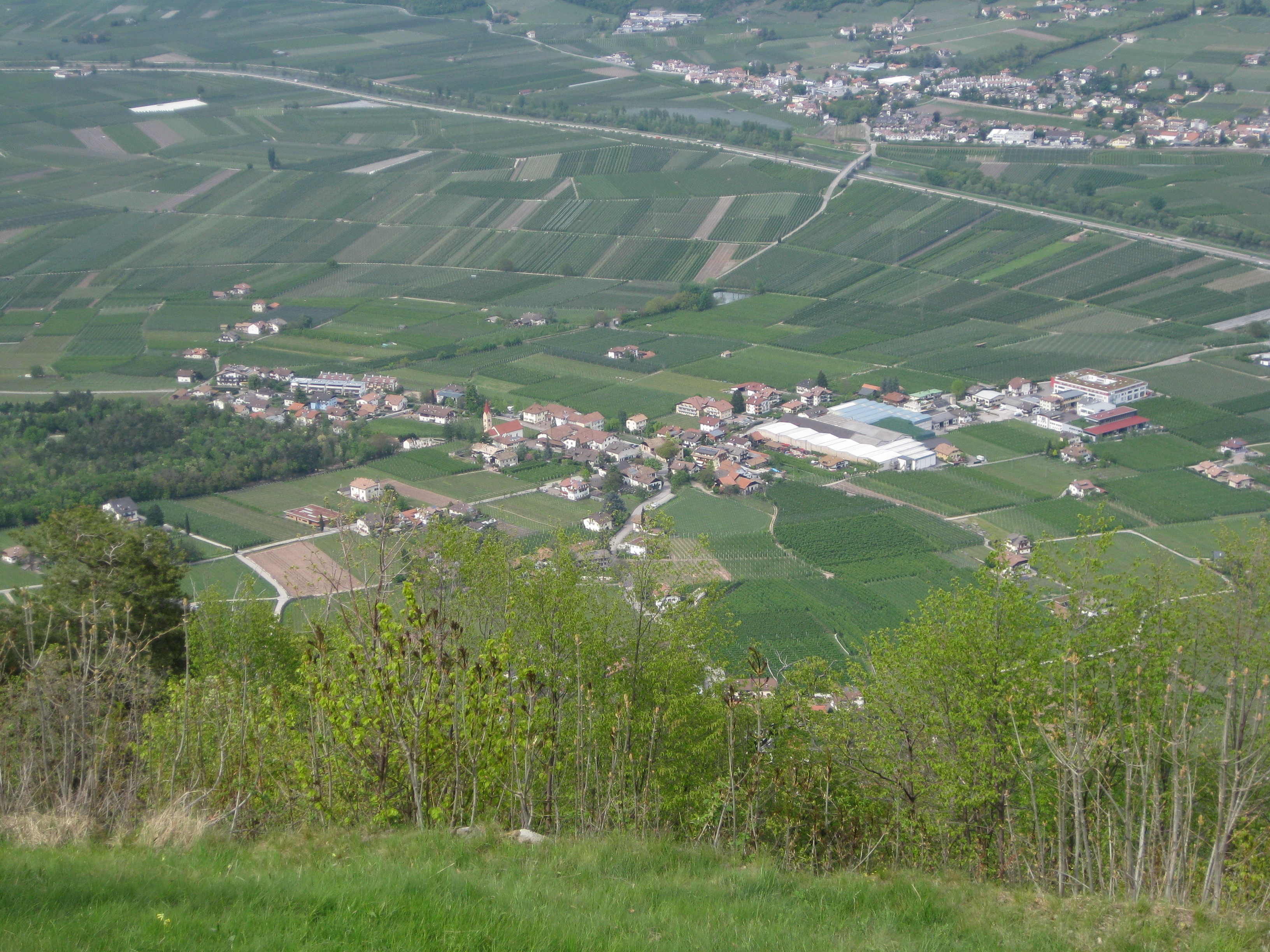

안드리안(독일어: Andrian, 이탈리아어: Andriano 안드리아노[*])는 인구 912명의 이탈리아 트렌티노알토아디제주 볼차노도 코무네 중의 하나이다.